# The Dove (film 1927)
The Dove (The Dove) è un film muto del 1927 diretto da Roland West. Interpretato e prodotto da Norma Talmadge, vinse alla prima edizione degli Oscar il premio per la migliore scenografia che venne attribuito a William Cameron Menzies che quell'anno vinse, ex aequo, un altro Oscar con le sue scenografie di Nella tempesta.
Della storia raccontata da Gerald Beaumont in The Blue Ribbon e dal lavoro teatrale del commediografo Willard Mack, venne tratto nel 1939 un altro film, The Girl and the Gambler, un remake che aveva come interpreti Leo Carrillo, Tim Holt e Steffi Duna. La commedia di Mack venne data in prima a Broadway all'Empire Theatre l'11 febbraio 1925 con Judith Anderson nel ruolo di Dolores.

## Trama
Dolores, una ragazza che lavora in una sala da ballo, è soprannominata The Dove (la colomba). La sua bellezza le attira molti ammiratori ma lei è innamorata di Johnny Powell, un giocatore d'azzardo. Don José, un ricco caballero messicano, vuole per sé la ragazza e, per liberarsi del rivale, lo incolpa di un omicidio. Dolores, allora, accetta di sposare don José in cambio della libertà dell'uomo che ama. Ma, il giorno delle nozze, Johny ricompare e fugge con la sposa. I due vengono inseguiti e catturati. Don José vorrebbe ucciderli ma la folla in subbuglio lo costringe a liberare la coppia di amanti che possono andarsene via sulla carrozza che lo sconfitto José mette a loro disposizione.

## Produzione
Il film fu prodotto dalla Norma Talmadge Film Corporation.

## Distribuzione
Distribuito dall'United Artists, il film fu presentato in prima il 31 dicembre 1927 e uscì nelle sale cinematografiche USA il 7 gennaio 1928.
Copia della pellicola viene conservata incompleta negli archivi della Library of Congress (mancano i rulli 2, 5, 6 e 7) e nella Raymond Rohauer collection del Cohen Media Group.

## Riconoscimenti
- 1929 - Premio Oscar
  - Migliore scenografia a William Cameron Menzies